# Hyam Maccoby
Hyam Maccoby (geboren 20. März 1924 in Sunderland; gestorben 2. Mai 2004 in Leeds) war ein britischer Judaist und Schriftsteller.

## Leben
Maccobys Großvater war Wanderrabbi in der Ukraine und emigrierte 1890 nach England, wo sein Vater Mathematiklehrer wurde. Maccoby studierte Englisch am Balliol College, Oxford, und wurde nach vier Jahren Wehrdienst während des Zweiten Weltkriegs Englischlehrer an der Chiswick School in London. 1975 wurde er Tutor und Bibliothekar am Leo Baeck College und begann eine Reihe von Büchern zu publizieren. Nach seiner Pensionierung hielt er Lehrveranstaltungen am Centre for Jewish Studies der Universität Leeds ab. 
Maccoby befasste sich in seinen Schriften mit der Geschichte des historischen Jesus, den er als jüdischen Rebellen gegen die römische Besatzung auslegt. Außerdem schrieb er über das Phänomen des alt- wie neuzeitlichen Antisemitismus, dessen Ursache er in den Darstellungen des Judas Iskariot in den Evangelien sieht. Auch die talmudische Tradition und die jüdische Religionsgeschichte sind Themen seiner Werke.

## Schriften (Auswahl in deutscher Übersetzung)
- König Jesus: Geschichte eines jüdischen Rebellen. Aus d. Engl. von Wolfdietrich Müller. Tübingen: Wunderlich, 1982 
  - unter dem Titel Jesus und der jüdische Freiheitskampf. Ahriman-Verlag, Freiburg 1996, ISBN 978-3-89484-501-8
- Der heilige Henker: die Menschenopfer und das Vermächtnis der Schuld. Aus dem Engl. übertr. von Eva Heim. Thorbecke, Stuttgart 1999
- Der Mythenschmied. Paulus und die Erfindung des Christentums. Übers. und hrsg. von Fritz Erik Hoevels. Ahriman-Verlag, Freiburg 2007, ISBN 978-3-89484-605-3
- Ein Pariavolk. Zur Anthropologie des Antisemitismus. Hentrich & Hentrich Verlag, Berlin Leipzig, 2019, ISBN 978-3-95565-307-1.
- Der Antisemitismus und die Moderne. Die Wiederkehr des alten Hasses. Hrsg. von Peter Gorenflos und übers. von Wolfdietrich Müller. Berlin/Leipzig: Hentrich & Hentrich 2020. ISBN 978-3-95565-349-1.
- Judas Ischariot und der Mythos vom jüdischen Übel. Hrsg. von Peter Gorenflos und übers. von Wolfdietrich Müller. Hentrich & Hentrich, Leipzig 2020, ISBN 978-3-95565-397-2.